# Arath de la Torre
Arath de la Torre  (Cancún, Mexikó, 1975. március 20. –) mexikói színész.

## Élete és pályafutása
1975. március 20-án született Cancúnban. Karrierjét 1994-ben kezdte. 2001-ben Roberto de la O szerepét játszotta a Szeretők és riválisok című telenovellában.
Felesége Susy Lu, akitől két gyermeke született.

## Filmszerepei

### Telenovellák
- Antes muerta que Lichita (2015) - Roberto Duarte
- Amit a szív diktál (Porque el amor manda) (2012-2013) - Francisco "Pancho" López
- Una familia con suerte (2011-2012) - Francisco "Pancho" López
- Zacatillo, un lugar en tu corazón (2010) - Carretino Carretas
- Lety, a csúnya lány (La fea más bella) (2006) - Jaimito Conde
- A vadmacska új élete (Contra viento y marea) (2005) - Omar
- Alegrijes y rebujos (2004) - Matias Sánchez
- Szeretők és riválisok (Amigas y rivales) (2001) - Roberto de la O
- Cuento de Navidad (1999) - Jose
- Soñadoras - Szerelmes álmodozók (Soñadoras) (1998) - Beto Roque
- Mi pequeña traviesa (1998) - Hugo
- Salud, dinero y amor (1997) - Pancho
- Para toda la vida (1996) - Amadeo
- Tu y yo (1996) - Javier / Saúl
- La paloma (1995)
- Caminos cruzados (1994) - Rubén

### Filmek
- Arrietty ... Spiller (2013)
- Veritas, Prince of Truth ... Danny (2006)
- Inspiración ... Gabriel (2004)
- La tregua ... Esteban Santome (2003)
- Magos y gigantes ... Titan Caradura (2002)